# Gunung Kliet
Gunung Kliet är en kulle i Indonesien.   Den ligger i provinsen Aceh, i den västra delen av landet, 1 500 km nordväst om huvudstaden Jakarta. Toppen på Gunung Kliet är 192 meter över havet, eller 57 meter över den omgivande terrängen. Bredden vid basen är 1,00 km.
Terrängen runt Gunung Kliet är varierad. Havet är nära Gunung Kliet åt sydväst. Runt Gunung Kliet är det ganska tätbefolkat, med 100 invånare per kvadratkilometer. I omgivningarna runt Gunung Kliet växer i huvudsak städsegrön lövskog.